# Kendra Khottamdi
Kendra Khottamdi é uma vila no distrito de Barddhaman, no estado indiano de Bengala Ocidental.

## Demografia
Segundo o censo de 2001, Kendra Khottamdi tinha uma população de 7090 habitantes. Os indivíduos do sexo masculino constituem 54% da população e os do sexo feminino 46%. Kendra Khottamdi tem uma taxa de literacia de 60%, superior à média nacional de 59,5%: a literacia no sexo masculino é de 69% e no sexo feminino é de 49%. Em Kendra Khottamdi, 13% da população está abaixo dos 6 anos de idade.